# تامدا
تامدا (به فرانسوی: Tamda) یک شهرک در مراکش است که در استان سیدی بنور واقع شده‌است. تامدا ۹٬۷۰۱ نفر جمعیت دارد.